# Adi Shankar
Aditya Shankar (8 de janeiro de 1985) é um produtor de cinema, roteirista e diretor indiano.
Ele ganhou notoriedade por ajudar na produção do filme Dredd, desenvolver a série animada Castlevania e seus fan films "Bootleg Universe". Em 2020, ele ficou conhecido por criar séries da Netflix como The Guardians of Justice e Devil May Cry.
Ele continua sendo o produtor de cinema mais jovem a do filme The Grey de 2012. Em 2014, Shankar ficou em 20º lugar na lista da revista GQ dos "Homens Indianos Globais Mais Influentes".

## Vida pessoal
Aditya Shankar nasceu em Calcutá, Bengala Ocidental, Índia. Sua família passou seus anos de formação se mudando entre Chennai, Bombaim, Hong Kong e Singapura. Em 2001, ele se mudou para Rhode Island, nos Estados Unidos, aos 16 anos. Shankar estudou comunicação e teatro na Universidade do Noroeste e se formou em junho de 2007. 

## Carreira
Suas sátiras incluem The Punisher: Dirty Laundry,  Venom: Truth in Journalism e Power/Rangers.
Em 2015, Shankar assinou um contrato de três filmes com o Disney Maker Studios.

## Filmografia

### Filme
| Ano  | Título                      | Papel              | Estúdio/Distribuidor  |
| ---- | --------------------------- | ------------------ | --------------------- |
| 2010 | Main Street                 | Produtor executivo | Magnolia Pictures     |
| 2011 | Machine Gun Preacher        | Produtor executivo | Relativity Media      |
| 2011 | The Grey                    | Produtor executivo | Estrada aberta        |
| 2012 | Dredd                       | Produtor executivo | Lions Gate            |
| 2012 | Killing Them Softly         | Produtor executivo | The Weinstein Company |
| 2012 | Gangs of Wasseypur          | Produtor executivo | Cinelicious Pics      |
| 2013 | Broken City                 | Produtor executivo | 20th Century Studios  |
| 2013 | Lone Survivor               | Produtor executivo | Universal Studios     |
| 2014 | The Voices                  | Produtor           | Lions Gate            |
| 2014 | A Walk Among the Tombstones | Produtor executivo | Universal Studios     |
| 2017 | Bodied                      | Produtor           | Neon                  |
| 2024 | Ick                         | Produtor           | [A definir]           |

### Televisão
| Ano       | Título                                  | Papel                                                           | Distribuidor | Notas                           |
| --------- | --------------------------------------- | --------------------------------------------------------------- | ------------ | ------------------------------- |
| 2017–2021 | Castlevania                             | Diretor de Produção e Produtor executivo                        | Netflix      | Terminou depois de 4 temporadas |
| 2022      | The Guardians of Justice                | Co-Diretor, Produtor executivo e Diretor de Produção            | Netflix      | Série limitada                  |
| 2023–2025 | Castlevania: Nocturne                   | Produtor executivo                                              | Netflix      |                                 |
| 2023      | Captain Laserhawk: A Blood Dragon Remix | Criador e Diretor de Produção e Produtor executivo e Roteirista | Netflix      |                                 |
| 2025      | Devil May Cry                           | Diretor de produção, Produtor executivo e Roteirista            | Netflix      |                                 |
| ASA       | Assassin's Creed                        | Produtor executivo                                              | Netflix      |                                 |
| ASA       | Hiper Light Drifter                     | Produtor executivo                                              | A confirmar  |                                 |
| ASA       | PUBG                                    | Diretor de Produção e Produtor executivo                        | A confirmar  |                                 |